# Wołodymyr Arżanow
Wołodymyr Ołeksandrowycz Arżanow, ukr. Володимир Олександрович Аржанов (ur. 29 listopada 1985 w Zaporożu) – ukraiński piłkarz grający na pozycji pomocnika.

## Kariera piłkarska

### Kariera klubowa
Wychowanek SDJuSzOR Metałurh Zaporoże, barwy którego bronił w juniorskich mistrzostwach Ukrainy (DJuFL). Karierę piłkarską rozpoczął 23 maja 2002 w składzie Metałurh-2 Zaporoże, a 25 września 2004 rozegrał pierwszy mecz w podstawowej jedenastce Metałurha. Występował również w rezerwowej drużynie Metałurha. W 2009 w ostatniej kolejce po raz pierwszy strzelił dwie bramki. 6 stycznia 2011 podpisał kontrakt z Arsenałem Kijów. W sierpniu 2012 został wypożyczony do Wołyni Łuck, w którym występował do końca roku. Po rozformowaniu Arsenału, jako wolny agent w grudniu 2013 przeszedł do Czornomorca Odessa. 16 stycznia 2015 wyjechał do Kazachstanu, gdzie został piłkarzem FK Atyrau. 16 stycznia 2017 przeniósł się do Kajsaru Kyzyłorda. 9 lutego 2019 wrócił do Czornomorca Odessa. 21 grudnia 2019 opuścił odeski klub.

### Kariera reprezentacyjna
Występował w młodzieżowej U-20 oraz U-21 reprezentacjach Ukrainy.

## Sukcesy i odznaczenia

### Sukcesy klubowe
- finalista Pucharu Ukrainy: 2006

### Sukcesy reprezentacyjne
- uczestnik turnieju finałowego Mistrzostw świata U-20: 2005